# شال‌لو
شال‌لو یکی از روستاهای استان آذربایجان شرقی است که در دهستان رازلیق بخش مرکزی شهرستان سرآب واقع شده‌است. این روستا از لحاظ موقعیت جغرافیایی میان دو کوه واقع شده‌است، زبان ممردم روستا ترکی آذربایجانی است. 
در مورد فعالیت‌های روستاییان می‌توان به دامداری و کشاورزی دیم اشاره کرد.

## نگارخانه

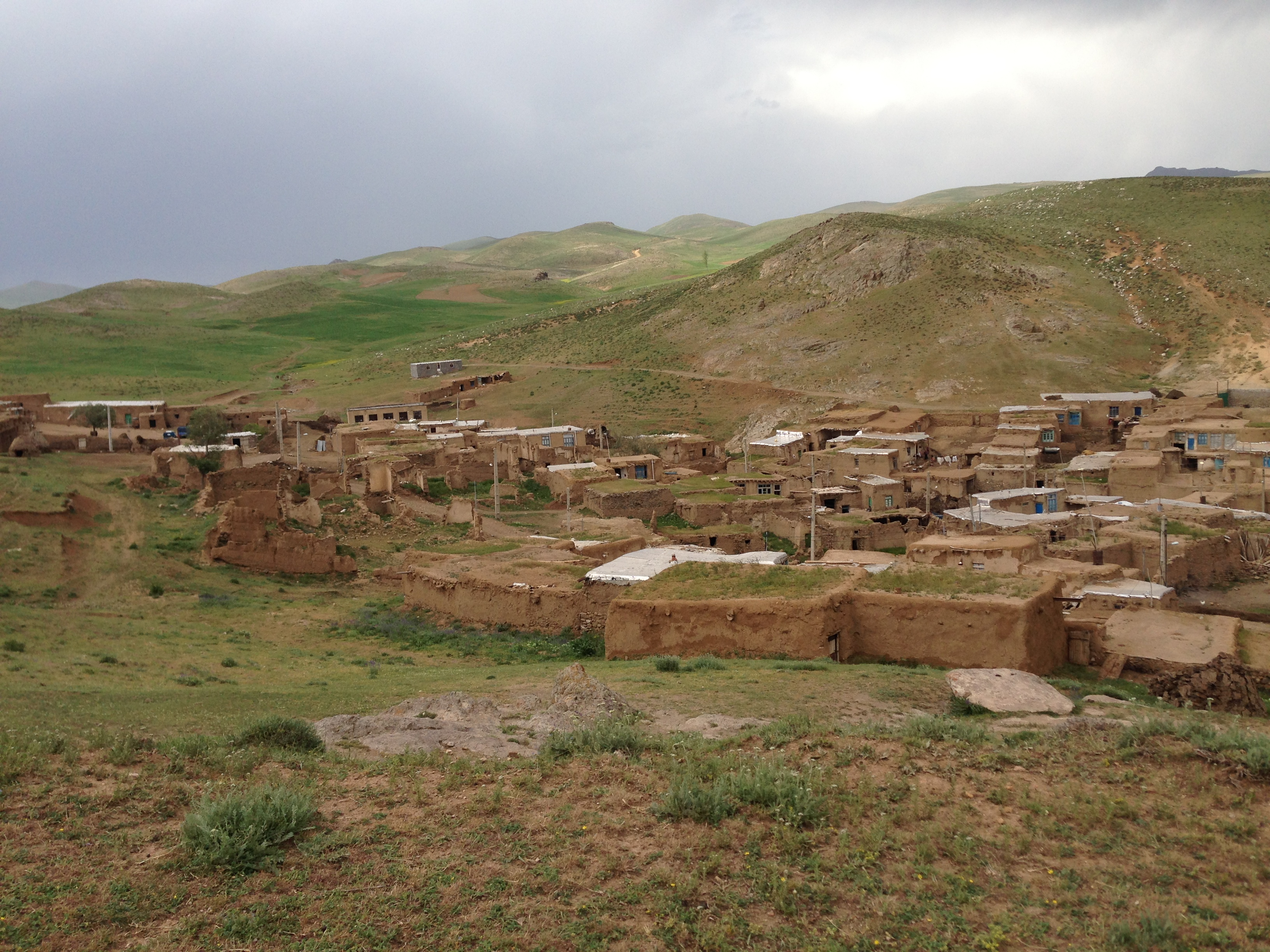
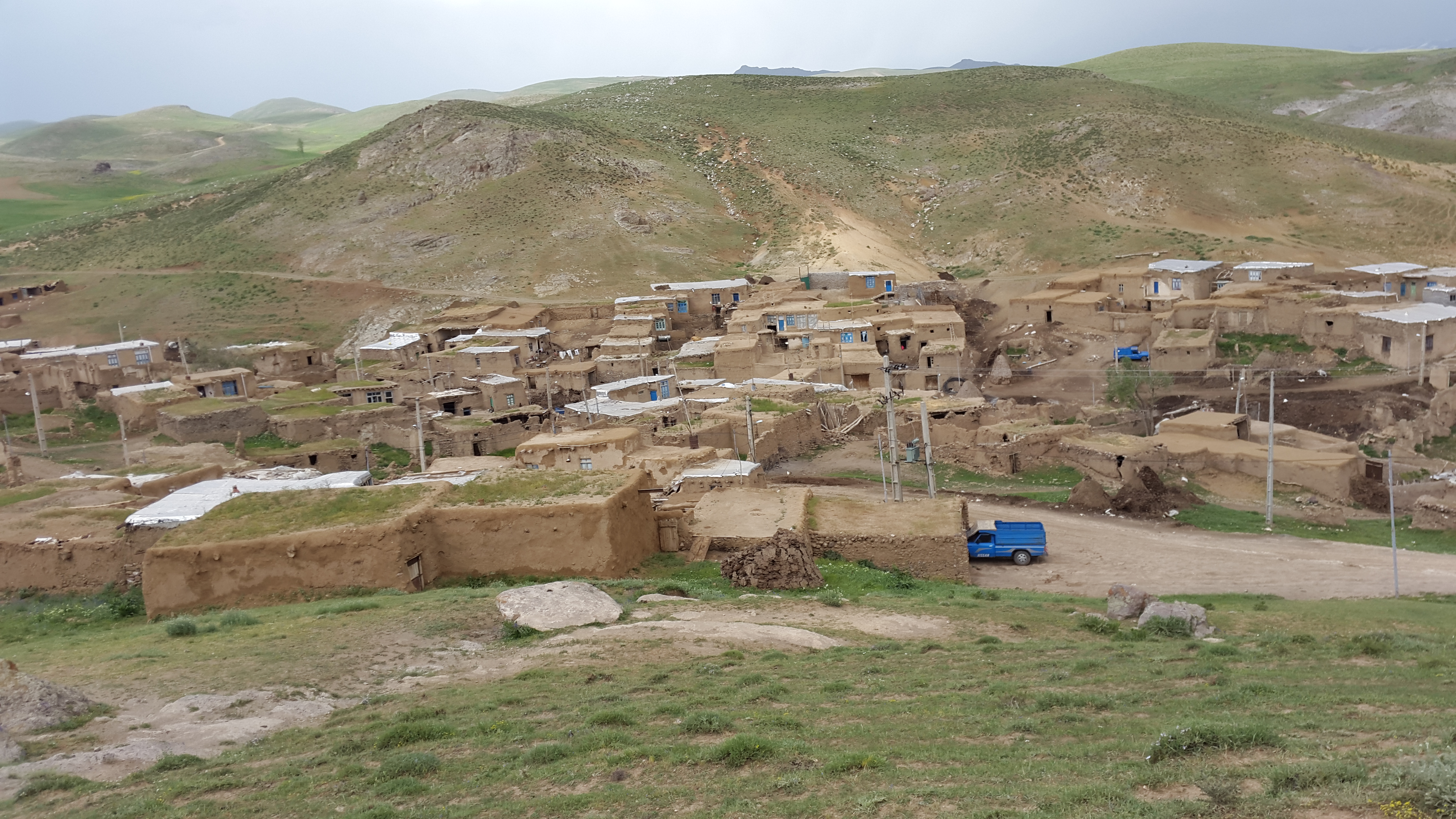